# Емма Маєрс
Емма Маєрс (англ. Emma Myers; нар. 2 квітня 2002) — американська акторка. Здобула популярність після участі у серіалі Netflix «Венздей» 2022 року, де зіграла Енід Сінклер.

## Життєпис
Емма Маєрс народилася 2 квітня 2002 року в Орландо, штат Флорида. Вона вчилася вдома. Під час великої перерви, коли не було зйомок, відвідувала школу танців приблизно 4 роки, але пішла через погане ставлення. У цій ситуації її підтримали друзі, які покинули школу танців разом із нею.
Маєрс є шанувальницею K-pop. Згідно з її інтерв'ю Teen Vogue у 2022 році, фандоми «Володаря перснів» і «Зоряних війн» були «двома фантастичними стовпами онлайн-фандому, які сформували те, як Емма бачила світ». Вона описує себе як інтровертку. Любить читати.

## Кар'єра
Маєрс почала зніматися як дитина-акторка в 2010 році, дебютувавши в телесеріалі «Болота». Професійно займатися акторською діяльністю почала в 16 років. Маєрс з'явилася у фільмах «Південне Євангеліє» (2020), «Смак Різдва» (2020) і «Дівчина в підвалі» (2021). Справжню популярність здобула, знявшись у серіалі Netflix «Венздей» у 2022 році в ролі Енід Сінклер.

## Фільмографія

### Фільми
| Рік  | Назва                | Українська назва   | Роль                         | Примітка   | Ref.   |
| ---- | -------------------- | ------------------ | ---------------------------- | ---------- | ------ |
| 2010 | Letters to God       | Листи Богу         | Дівчина в шкільному автобусі | Uncredited |        |
| 2010 | Crooked              | Криворукий         | Дівчина в тренажерному залі  | Short film |        |
| 2020 | Deathless            | Безсмертний        | Мейвіс Небік                 | Short film |        |
| 2020 | A Taste of Christmas | Смак Різдва        | Бі-Бі Джордан                | TV film    | [ 8 ]  |
| 2021 | Girl in the Basement | Дівчина в підвалі  | Марі Коді                    | TV film    | [ 8 ]  |
| 2023 | Southern Gospel      | Південне Євангеліє | Енджі Блекберн               |            |        |
| 2023 | Family Switch        | Родинний Обмін     | Сісі Вокер                   |            | [ 9 ]  |
| 2025 | A Minecraft Movie    | Minecraft: Фільм   | Наталі                       |            | [ 10 ] |

### Телесеріали
| Рік       |   | Українська назва                       | Оригінальна назва             | Роль               |
| --------- | - | -------------------------------------- | ----------------------------- | ------------------ |
| 2010      | с | Болота                                 | The Glades                    | Пейдж Слейтон      |
| 2020      | с | Пекар і красуня                        | The Baker and the Beauty      | Стефані            |
| 2019—2020 | с | Мертва ніч                             | Dead of Night                 | Дівчина з Магнолії |
| 2022—2025 | с | Венздей                                | Wednesday                     | Енід Сінклер       |
| 2024      | с | Посібник з убивства для хороших дівчат | A Good Girl's Guide to Murder | Піппа Фітц-Амобі   |